# النهاية الميتة (فلم)
النهاية الميتة (بالإنجليزية: Dead End) هو فيلم جريمة تم إنتاجه في الولايات المتحدة وصدر في سنة 1937. الفيلم من إخراج وليام يلر.

## طاقم التمثيل
- همفري بوغارت

## الميزانية والإيرادات
بلغت تكلفة إنتاج الفيلم حوالي 900,000 (est) دولار.

### ترشيحات وجوائز
| السنة | الحدث  | الفئة     | النتيجة |
| ----- | ------ | --------- | ------- |
|       | أوسكار | أفضل فيلم | ترشـيـح |

## وصلات خارجية
- مقالات تستعمل روابط فنية بلا صلة مع ويكي بيانات